# Utricularia cucullata
Utricularia cucullata este o specie de plante carnivore din genul Utricularia, familia Lentibulariaceae, ordinul Lamiales, descrisă de A. St. Hil. și Amp; Girard. Conform Catalogue of Life specia Utricularia cucullata nu are subspecii cunoscute.